# Kerk aan de Fok
De Kerk aan de Fok is een kerkgebouw in Heerenveen in de provincie Friesland.

## Geschiedenis
De neoclassicistische kerk werd in 1867 gebouwd voor de Hervormde Gemeente in de voormalige gemeente Aengwirden. Aan de zaalkerk werd later een portaal toegevoegd. Het orgel uit 1872 is gebouwd door L. van Dam en Zn. en in 1961 gerestaureerd door Bakker & Timmenga. In de hal een wandschildering van Frits Klein.
De kerk behoorde tot de Protestantse Wijkgemeente Heerenveen. Daartoe behoorden ook de Kruiskerk en de Europalaankerk. De kerk is in 2012 gesloten. Het kerkgebouw is in 2018 verkocht. In 2020 zijn er in het gebouw zeven huurappartementen gerealiseerd.

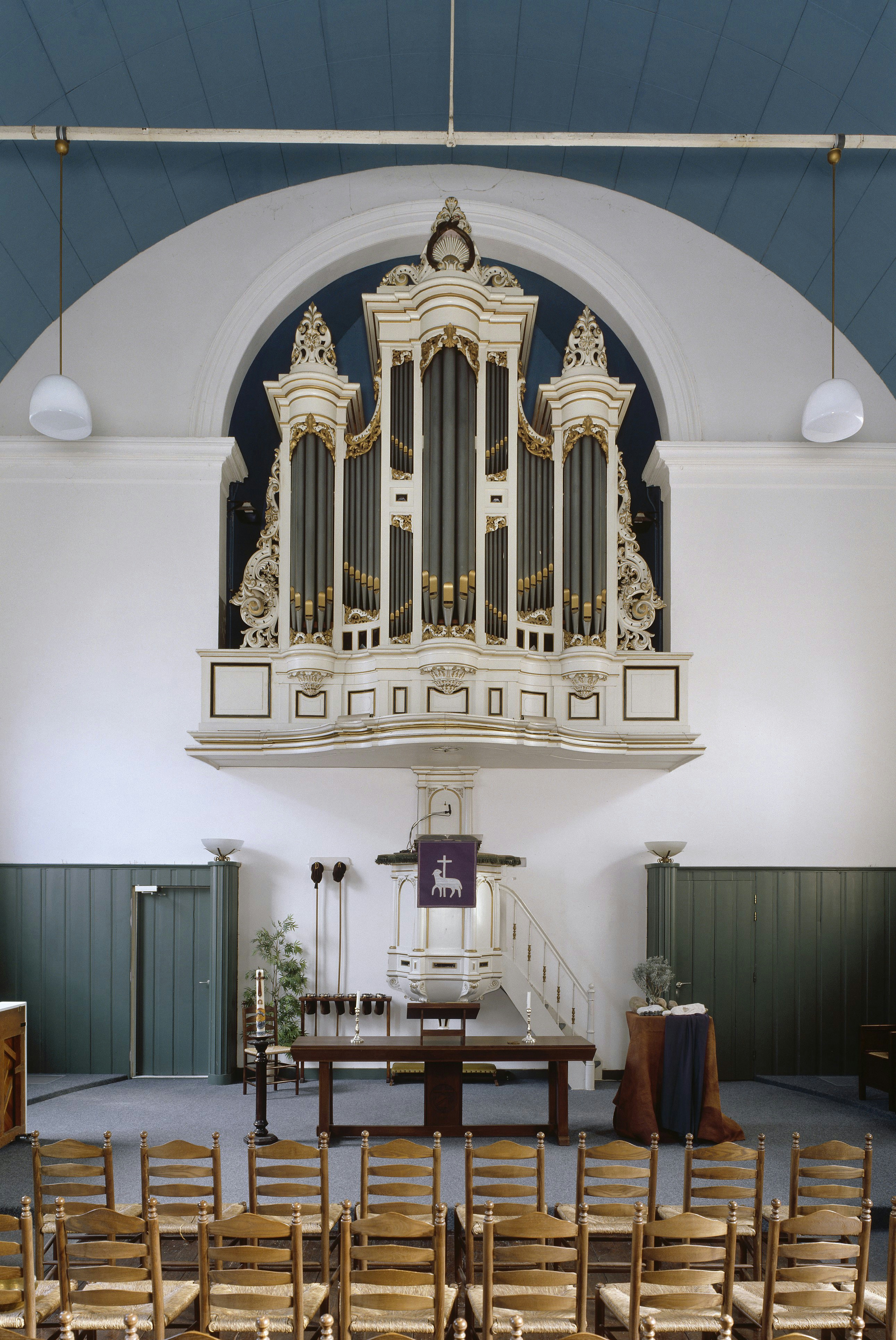
Orgel (2005)